# Éric Borel
Éric Borel (francés: bɔʁɛl; 11 de diciembre de 1978 - 24 de septiembre de 1995) fue un estudiante francés de secundaria, asesino en masa y asesino itinerante que, a la edad de 16 años, asesinó a su familia en Solliès-Pont, en el distrito de Tolón, el 23 de septiembre de 1995, y posteriormente mató a tiros a otras doce personas e hirió a cuatro más en el pueblo de Cuers al día siguiente. Cuando la policía llegó al lugar de los hechos, Borel se pegó un tiro.

## Biografía

### Infancia
Éric Borel era hijo de Marie-Jeanne Parenti y Jacques Borel, que trabajaban en el ejército en el momento de su nacimiento. Sin embargo, su relación fue bastante breve y, tras separarse, Borel fue enviado a casa de los padres de Jacques, en Limoges, donde permaneció hasta los cinco años. Cuando su madre, que hasta entonces sólo había visitado a Borel ocasionalmente, empezó a vivir con Yves Bichet, volvió a ocuparse de su hijo y lo llevó a su casa de Solliès-Pont.
La madre de Borel era autoritaria y, al menos en apariencia, miembro devotamente religiosa de la Secours catholique. Maltrataba y pegaba a su hijo, al que consideraba un "hijo del pecado". Borel nunca desarrolló una relación estrecha con el nuevo novio de su madre, con quien, al parecer, discutía a menudo y también le pegaba en ocasiones. Sin embargo, Franck y Jean-Luc Bichet, hijos de Yves Bichet de un matrimonio anterior, declararon que su padre siempre había sido amable con Borel, incluso le había construido una cabaña para sus gallinas y otros animales que llevaba a casa.
Cuando Borel se rompió el brazo a la edad de ocho años, prefirió huir y esconderse antes que volver a casa; finalmente lo encontraron temblando de dolor. En este tipo de situación, Borel, conocido como un niño tranquilo, taciturno y reservado, creció y desarrolló una creciente admiración por los militares. Contaba mentiras sobre las hazañas heroicas de su padre durante la Guerra de Indochina y adoraba a su hermanastro Franck Bichet, que sirvió en el ejército. Tenía afición por las armas y solía disparar a gorriones con una pistola de aire comprimido.

### Años posteriores y motivo
Hasta su muerte, Borel asistió al liceo profesional Georges-Cisson de Tolón, donde estudió electromecánica y obtuvo buenos resultados académicos. Se decía de él que era un estudiante disciplinado y tranquilo. Sin embargo, en su último año en la escuela, se produjo un cambio radical en el comportamiento de Borel. Se saltaba las clases sin explicación y se volvió insoportable. También decía a menudo que ya no aguantaba más en casa, que estaba harto de hacer las tareas domésticas y de que le insultaran, y a menudo manifestaba su deseo de alistarse en el ejército como su padre y su abuelo. Al parecer, la semana anterior al tiroteo, Borel también dijo a uno de sus compañeros de clase que se suicidaría, pero no sin antes matar a dos o tres personas. El único amigo conocido de Borel en la escuela era Alan Guillemette, de 17 años, un compañero de clase extrovertido y popular.
Muchos informes afirmaron erróneamente que la habitación de Borel estaba llena de parafernalia nazi, y los rumores de que era simpatizante fascista se vieron avivados aún más por el hecho de que su padrastro había asistido a varias reuniones del Frente Nacional en 1989. Pero aparte de una imagen de Adolf Hitler recortada de un periódico, un graffiti con una esvástica en su puerta, algunos libros sobre la Segunda Guerra Mundial, así como un documental sobre el asedio de Waco, no se encontró evidencia después de su muerte de que estuviera interesado en algún tipo de política. Una chica de Cuers difundió la historia de que Borel le había contado sobre su relación con su media hermana Caroline, quien se suponía era su novia embarazada. Sin embargo, la hermana en cuestión no existía, ni era cierto que su padre hubiera muerto de cáncer poco antes de su ataque.

## Ataques

### Familicidio
La serie de ataques comenzó el 23 de septiembre de 1995, hacia las 18:00 p. m. CET, cuando Borel mató a su padrastro, Yves Bichet, en la cocina disparándole cuatro veces con un rifle Anschütz calibre .22, antes de romperle la cabeza con un martillo. La policía supuso que habían discutido previamente, cuando Borel intentó huir de casa. A continuación, Borel agredió de forma similar a su medio hermano, Jean-Yves Bichet, de 11 años, que estaba viendo la televisión. Tras limpiar los rastros de sangre, Borel esperó a que su madre volviera a casa.
Tan pronto como la madre de Borel, Marie-Jeanne Parenti, llegó a casa desde la iglesia alrededor de las 8:30 p. m., la mató de inmediato de un solo tiro en la cabeza. A diferencia de su marido e hijo, en Parenti no utilizó fuerza contundente, aunque algunos informes sugieren que también la golpeó con un martillo o un bate de béisbol. Con su madre yaciendo muerta, Borel comenzó de nuevo a limpiar la casa de sangre, cubrió los cuerpos con sábanas y cerró todas las contraventanas, así como la puerta de acero. Llevando una bolsa llena de comida, dinero, un impermeable, un mapa de Limoges y una pistola para disparar balas de goma, y armado con el rifle y los bolsillos llenos de munición, Borel se dirigió hacia Cuers. Inicialmente viajó en automóvil, pero finalmente lo estrelló contra una pared; continuó su camino a pie. Presuntamente pasó la noche al raso, entre vides.
Los cadáveres de los Borel asesinados fueron encontrados hacia la 1 de la madrugada por Jean-Luc, hijo de Yves Bichet, un estudiante residente en Antibes que sólo visitaba ocasionalmente a su padre los fines de semana. Tras llamar a la policía, Jean-Luc fue considerado en un primer momento sospechoso de los asesinatos al dar informaciones contradictorias. La ausencia de Borel pasó desapercibida hasta unas tres horas después.

### Tiroteo
Al día siguiente del familicidio, a las 7:15 a. m., Borel llegó a la casa de su amigo Alan Guillemette. Cuando la madre de Guillemette abrió la puerta, Borel le pidió que lo despertara. Los dos tuvieron una larga discusión en el jardín. Al parecer, Borel quería algo de Guillemette, pero cuando se negó y se giró para regresar a la casa, Borel le disparó por la espalda y lo hirió de muerte. A partir de las 7:30 a. m., Borel empezó a disparar a la gente al azar por las calles. Nadie sospechó de su rifle hasta que empezó su ataque, ya que era temporada de caza y era de esperar ver rifles en el exterior.
Primero, Borel disparó a Ginette Vialette a través de una ventana abierta, hiriéndola mortalmente, así como a Denise Otto, a la que mató mientras sacaba la basura. También hirió en el hombro a Jean, el marido de Otto. Posteriormente, Borel hirió a una anciana que paseaba por la calle con su marido, y disparó e hirió a dos hermanos que se cruzaban en su camino. Los disparos que efectuó contra Rodolphe Incorvala, una vez más a través de una ventana abierta, acabaron siendo letales; más tarde murió en un hospital. Borel cruzó la calle para disparar y matar al tendero Mario Pagani, que había salido a comprar un periódico, con tiros en el abdomen y la cabeza, así como a Mohammed Maarad, un albañil padre de cinco hijos, delante del "Café du Commerce". Marius Boudon y André Touret fueron asesinados mientras sacaban dinero de un cajero automático, y Andrée Coletta mientras paseaba a su caniche. Por último, mató a tiros a Pascal Mostacchi en la plaza Peyssoneau.
A las 8:00 a. m., la policía llegó al lugar. Al darse cuenta de que estaba rodeado, Borel se disparó fatalmente en la cabeza debajo de un ciprés frente a una escuela. Los observadores de la matanza declararon que Borel se había mantenido sereno y tranquilo en todo momento, apuntando y disparando con gran cuidado, acertando a la mayoría de sus víctimas en la cabeza y volviendo a disparar cuando no había acertado bien la primera vez. En total, Borel había efectuado unos cuarenta disparos.
El 23 de octubre de 1995, Jeanne Laugiero, de 68 años, murió en el hospital a consecuencia de las heridas sufridas en el tiroteo, lo que elevó el número de víctimas mortales a catorce. La última víctima mortal de la matanza fue Pierre Marigliano, de 68 años, que sucumbió a sus heridas el 2 de marzo de 1996, con lo que el número de muertos ascendió a quince. El tiroteo de Borel fue el acto de asesinato masivo más mortífero en Francia desde que Christian Dornier matara a catorce personas en Luxiol el 12 de julio de 1989.

### Víctimas
| - Yves Bichet, padrastro Eric - Marie-Jeanne Parenti, madre de Eric - Jean-Yves Bichet, 11, medio hermano de Eric - Alan Guillemette, 17, amigo de Eric - Marius Boudon, 59 | - Andrée Coletta, 65 - Rodolphe Incorvala, 59 - Jeanne Laugiero, 68, falleció en el hospital el 23 de octubre de 1995 - Mohammed Maarad, 41 - Pierre Marigliano, 68, falleció en el hospital el 2 de marzo de 1996 | - Pascal Mostacchi, 15 - Denise Otto, 77 - Mario Pagani, 81 - André Touret, 62 - Ginette Vialette, 48 |

Entre los varios heridos se encontraban Jean Otto y Jean Boursereau.